# Christa Schmidt
Pour les articles homonymes, voir Schmidt.
Christa Schmidt, née Weigel le 3 avril 1941 à Leipzig (Allemagne), est une femme politique est-allemande. Elle est brièvement ministre de la Famille et des Femmes en 1990, peu avant la réunification.

## Biographie
Elle est députée à la Chambre du peuple en 1990.